# Regional Rugby Championship 2008-2009
La Regional Rugby Championship 2008-09 fu la 2ª edizione della Regional Rugby Championship, competizione per club di rugby a 15 internazionale.
Il torneo fu vinto dal Nada nella finale serbo-croata contro il Rad.

## Squadre partecipanti
Furono selezionate 13 squadre di 6 nazioni in base al loro ranking della stagione precedente.
| Squadra                                | Nazione              |
| -------------------------------------- | -------------------- |
| Battai Bulldogok RC Százhalombatta     | Ungheria             |
| Stella Rossa                           | Serbia               |
| Esztergomi Vitezek Suzuki Rugby AFC    | Ungheria             |
| Kecskeméti Atlétika és Rugby Club      | Ungheria             |
| Rugby Football Club Bežigrad           | Slovenia             |
| Rad                                    | Serbia               |
| Nada                                   | Croazia              |
| Čelik                                  | Bosnia ed Erzegovina |
| Lubiana                                | Slovenia             |
| Zagabria                               | Croazia              |
| Rugby Atletski Klub Olimpija Ljubljana | Slovenia             |
| Rugby Club Valiacite Pernik            | Bulgaria             |
| Partizan                               | Serbia               |

## Classifica finale
| Pos. | Squadra                             | Città          | Nazione              |
| ---- | ----------------------------------- | -------------- | -------------------- |
| 1.   | Nada                                | Spalato        | Croazia              |
| 2.   | Rad                                 | Belgrado       | Serbia               |
| 3.   | Esztergomi Vitezek Suzuki Rugby AFC | Esztergom      | Ungheria             |
| 4.   | Lubiana                             | Lubiana        | Slovenia             |
| 5.   | Čelik                               | Zenica         | Bosnia ed Erzegovina |
| 6.   | Rugby Club Valiacite Pernik         | Pernik         | Bulgaria             |
| 7.   | Zagabria                            | Zagabria       | Croazia              |
| 8.   | Stella Rossa                        | Belgrado       | Serbia               |
| 9.   | Partizan                            | Belgrado       | Serbia               |
| 10.  | Battai Bulldogok RC Százhalombatta  | Százhalombatta | Ungheria             |
| 11.  | Kecskeméti Atlétika és Rugby Club   | Kecskemét      | Ungheria             |
| 12.  | Rugby Football Club Bežigrad        | Lubiana        | Slovenia             |
| 13.  | Rugby Atletski Klub Olimpija        | Lubiana        | Slovenia             |